# Cerkiew (budynek)

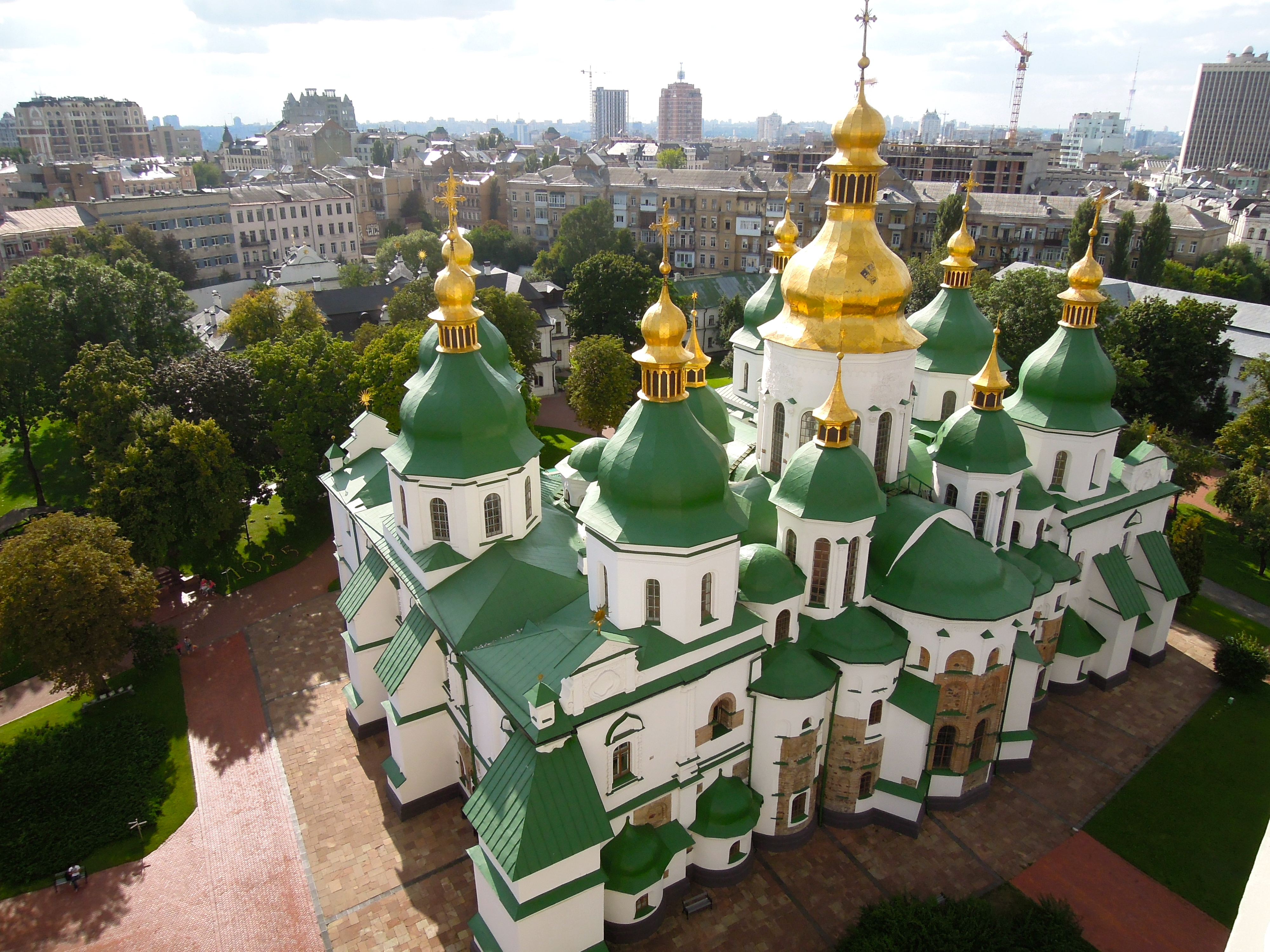
Sobór Mądrości Bożej w Kijowie

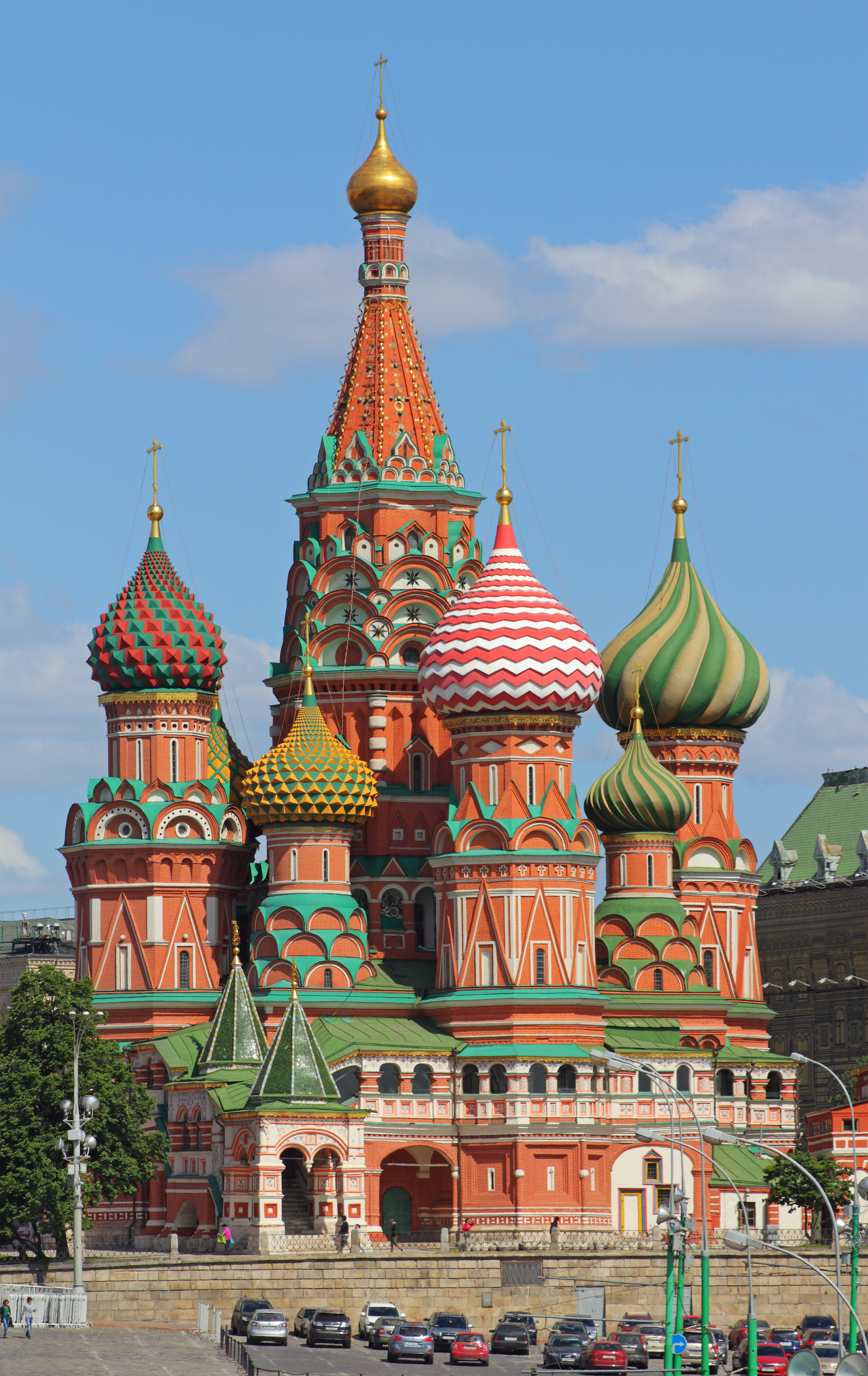
Cerkiew (sobór) Wasyla Błogosławionego w Moskwie

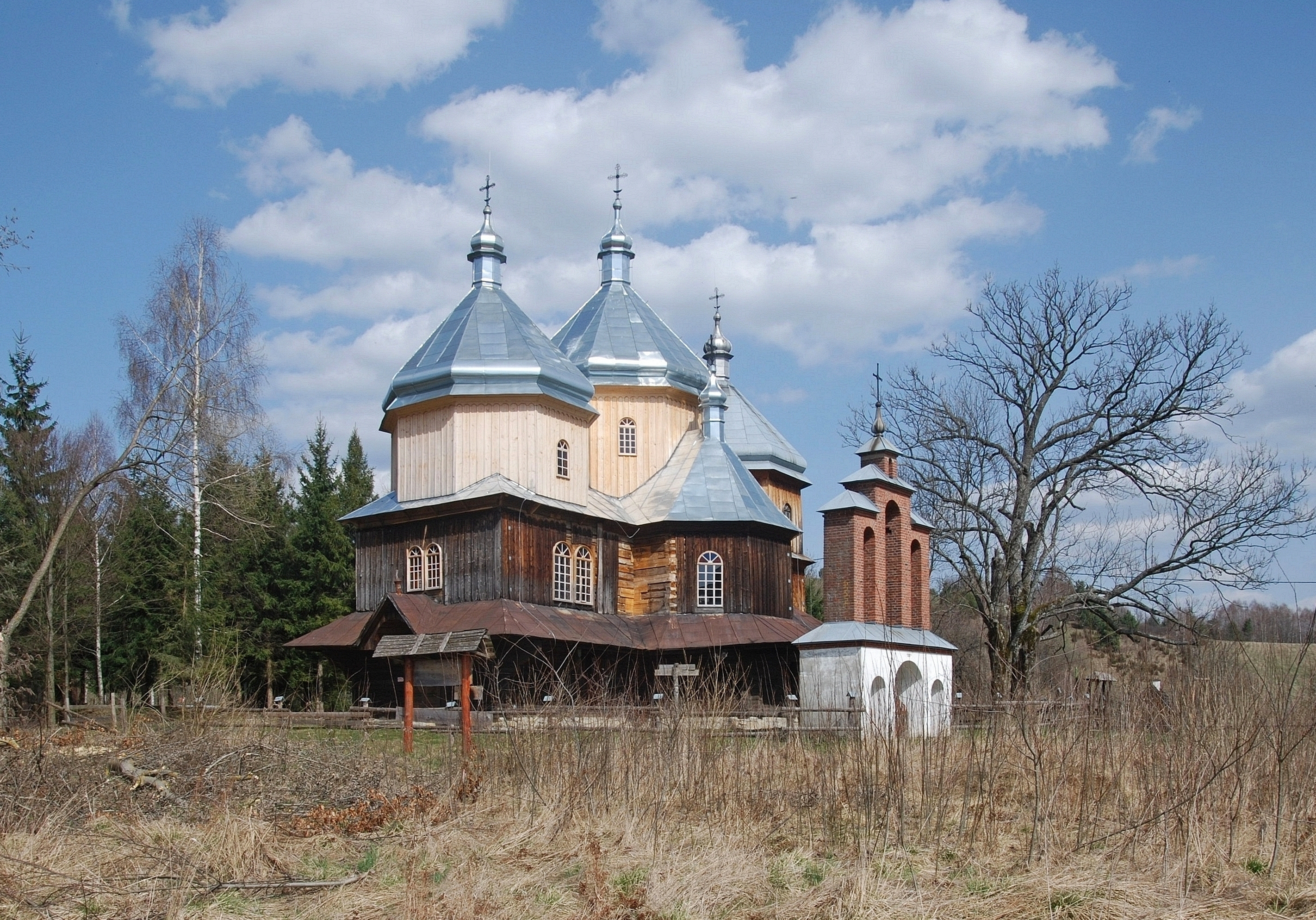
Cerkiew św. Michała Archanioła w Bystrem

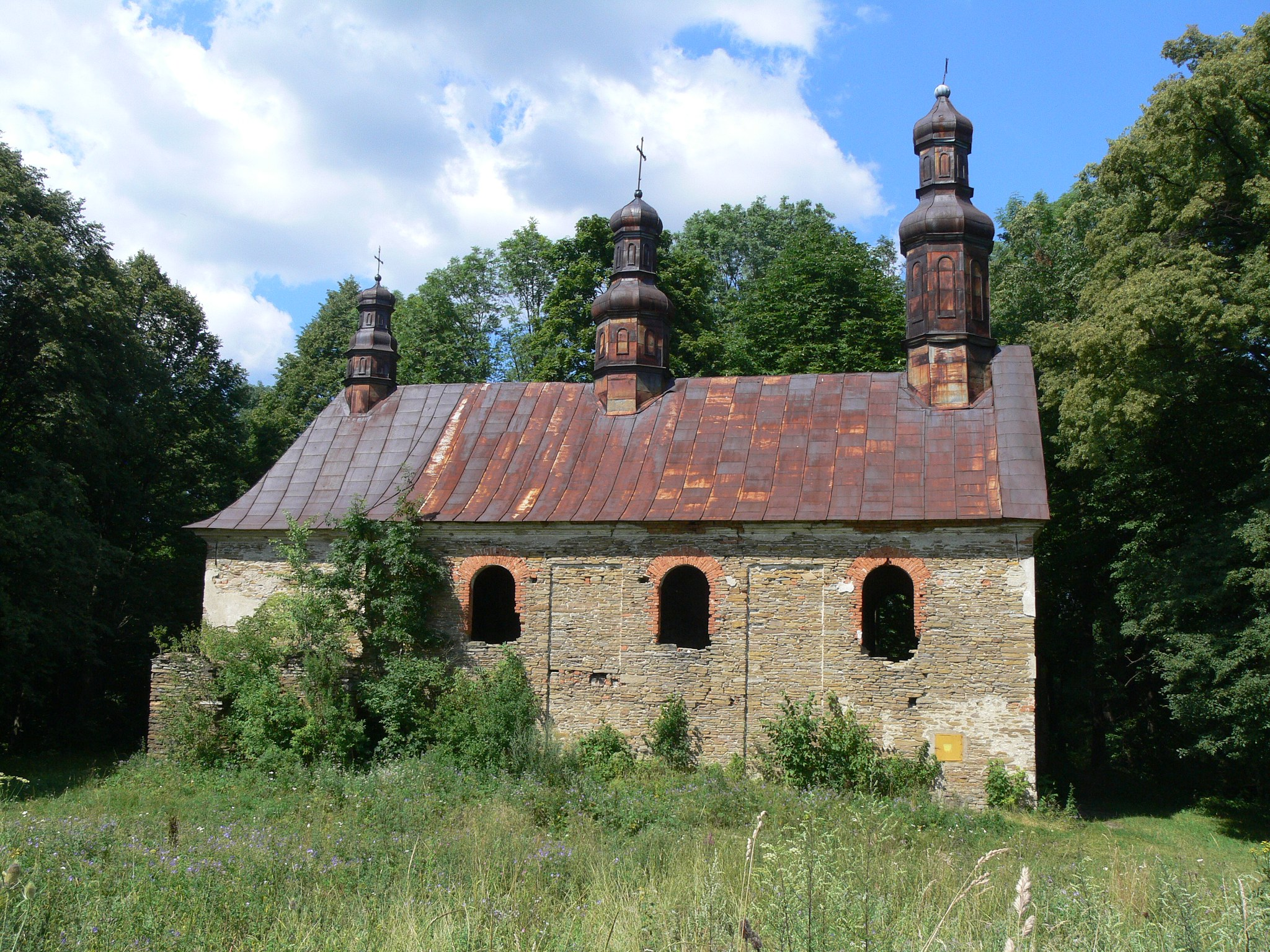
Opuszczona cerkiew pw. Przeniesienia Relikwii św. Mikołaja w Króliku Wołoskim, Beskid Niski

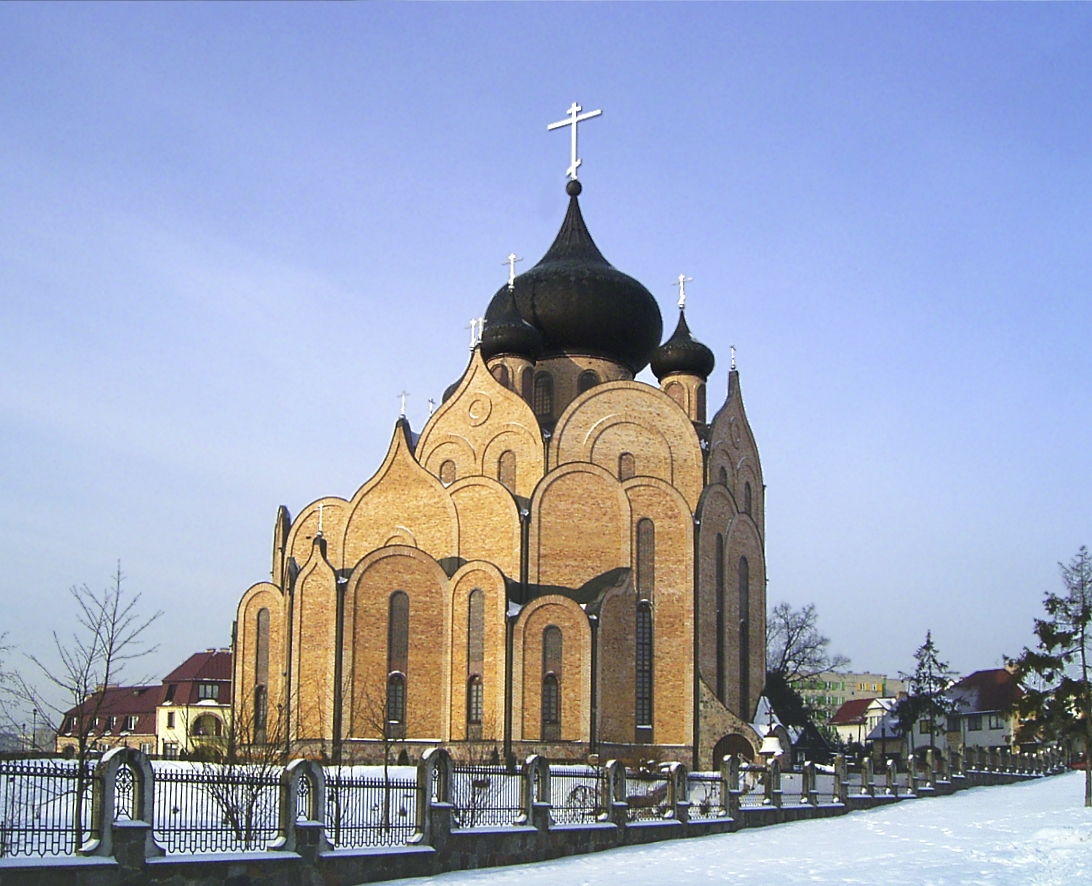
Cerkiew Świętego Ducha w Białymstoku

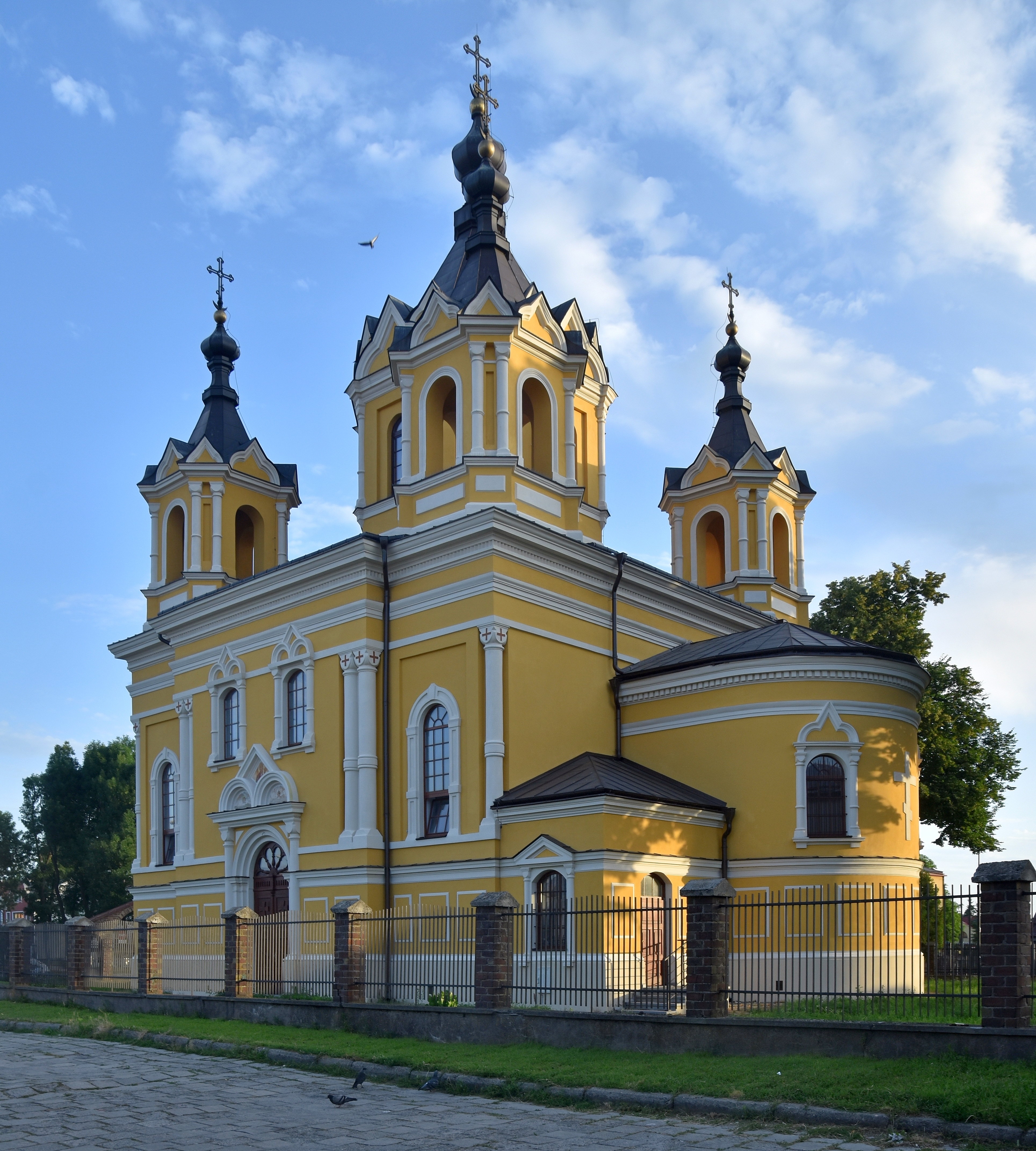
Cerkiew św. Mikołaja w Tomaszowie Lubelskim

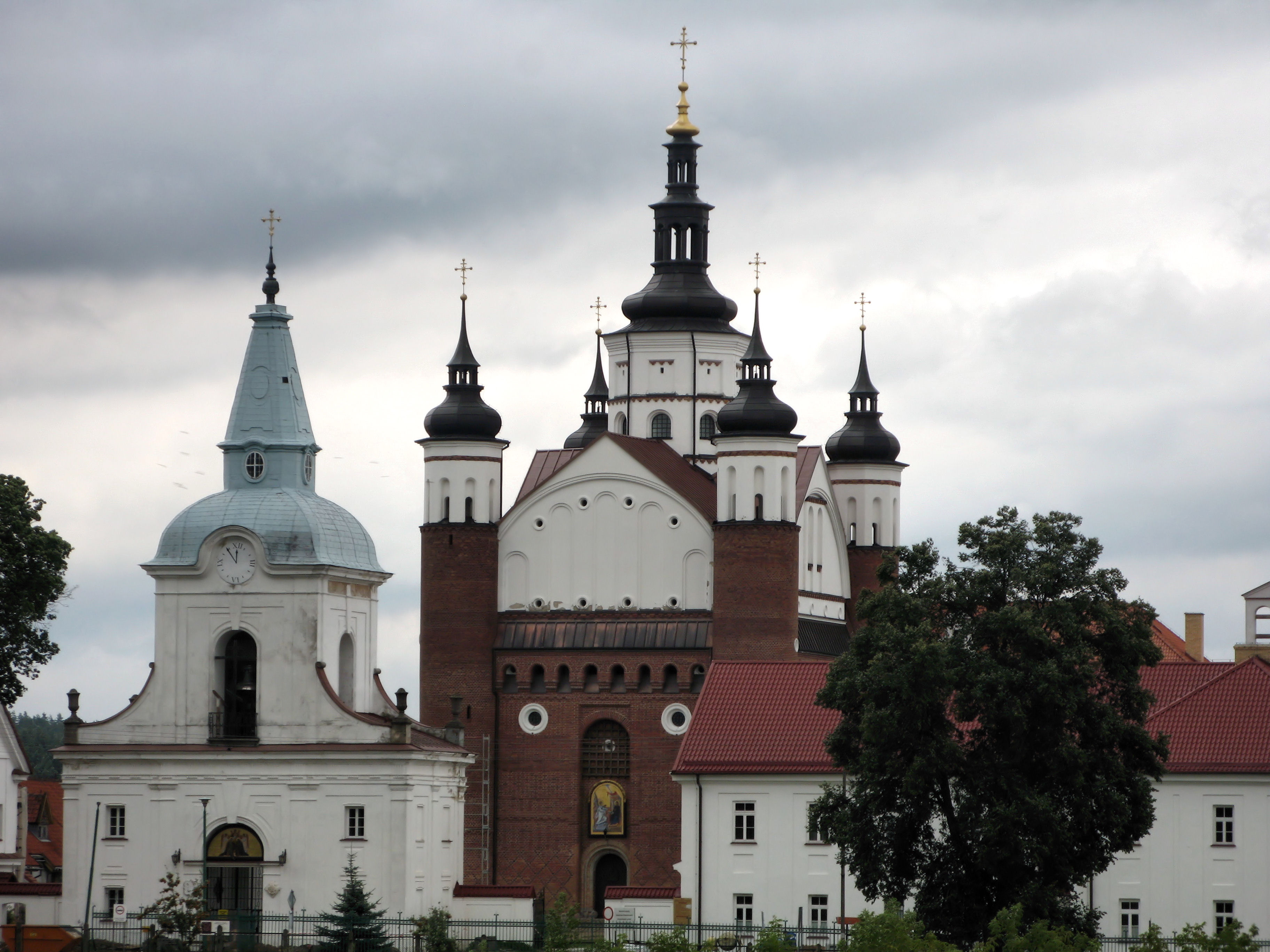
Monaster Zwiastowania Przenajświętszej Bogurodzicy i św. Jana Teologa w Supraślu

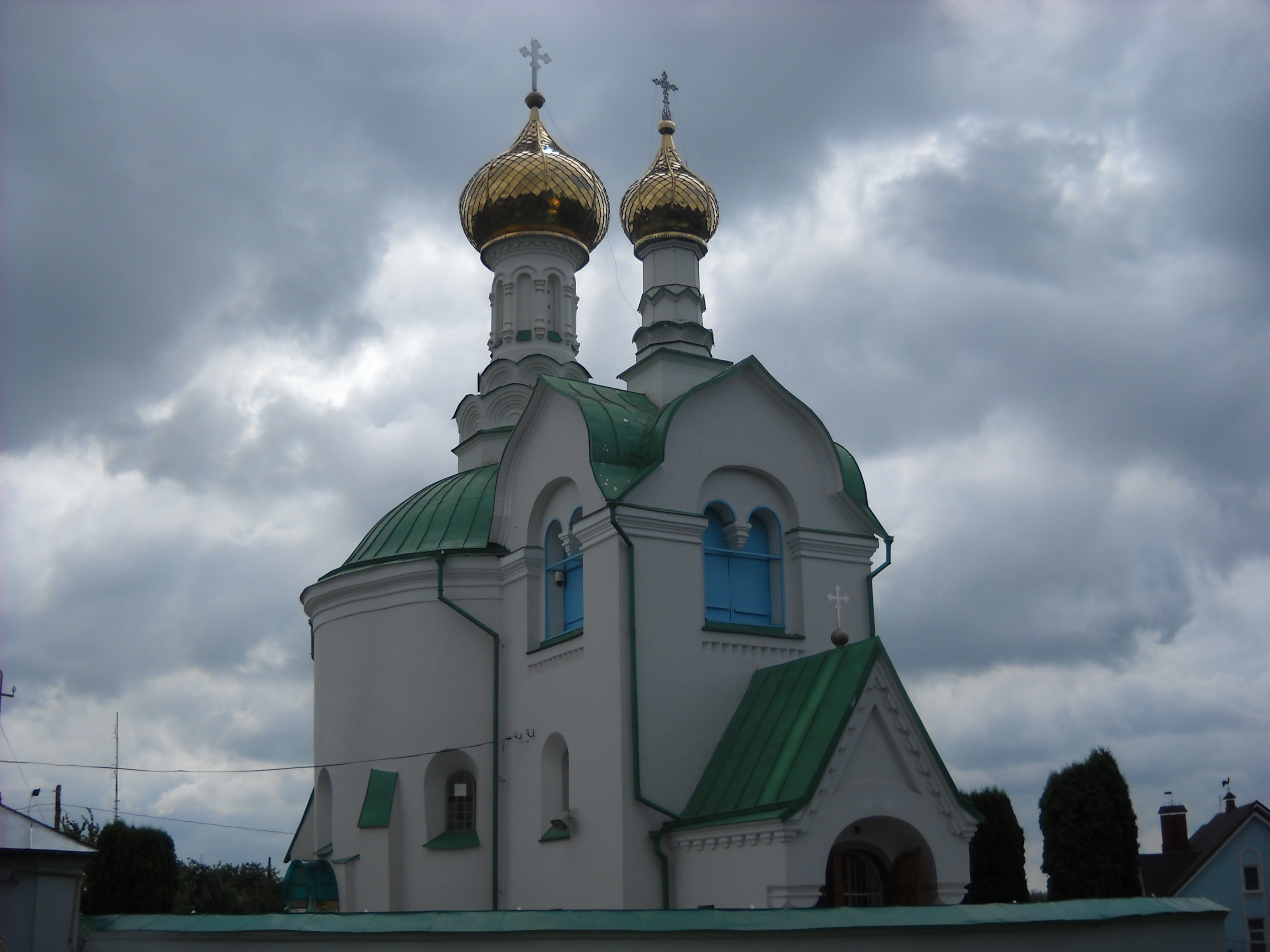
Cerkiew św. Bazylego we Włodzimierzu

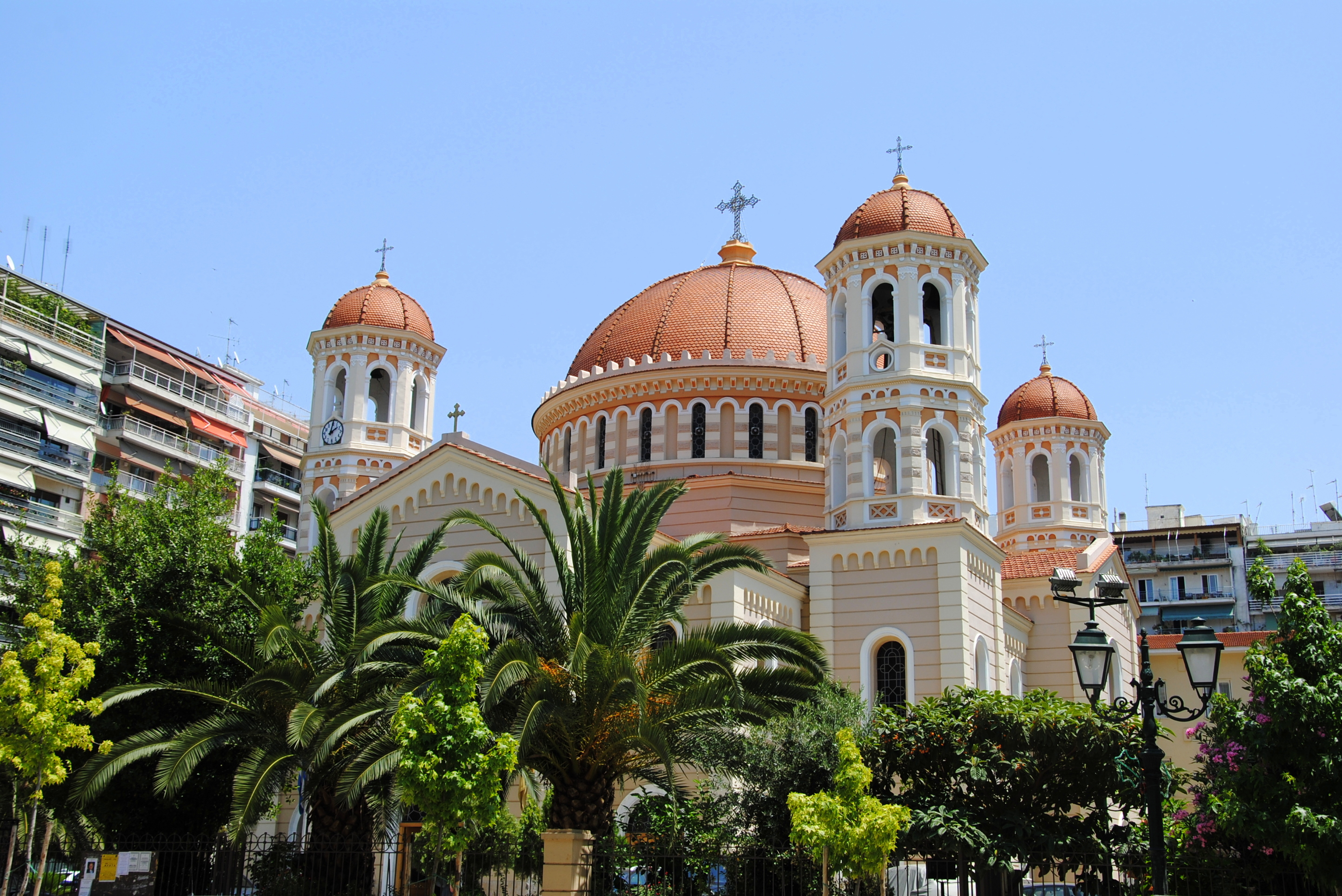
Sobór św. Grzegorza w Salonikach

Cerkiew (z gr. kyriaké, Κυριακη (οικια) „(dom) Pana”, w uzupełnieniu do eklezja „zgromadzenie”, później „świątynia”, „kościół”) – budynek przeznaczony do sprawowania nabożeństw w cerkwi prawosławnej lub unickiej (greckokatolickiej). Jest przestrzenią sakralną dla celebracji Boskiej Liturgii. Prawosławni oraz grekokatolicy wierzą, że jest ona miejscem szczególnego przebywania samego Boga.

## Pojęcie
Jeszcze w szesnastowiecznym języku staropolskim słowo cerkiew odnosiło się zarówno do świątyni prawosławnej, jak i do kościołów katolickiego i protestanckiego, a nawet do synagogi. Analogicznie pojęcie Cerkiew pisane wielką literą mogło odnosić się do wspólnoty wiernych, organizacji kościelnej dowolnego wyznania. Równocześnie słowo kościół było powszechnie wykorzystywane na określenie świątyń prawosławnych. W tekstach polemicznych z okresu konfliktu prawosławno-unickiego w końcu XVI i na początku XVII w. pojęcie cerkiew nadal bywało używane na określenie świątyń zarówno prawosławnych, jak i katolickich (także obrządku łacińskiego). Wyraźne rozróżnienie pojęć cerkiew i kościół następuje w końcu XVI w. i definitywnie najpewniej w stuleciu następnym.

## Historia
Pierwsze cerkwie stawiali budowniczowie greccy sprowadzeni z Konstantynopola, dlatego podstawowy typ cerkwi murowanej wywodzi się od późnobizantyjskich świątyń wznoszonych na planie krzyża i zwieńczonych kopułą. Późniejszy jej rozwój architektoniczny na rozległych obszarach wpływu obrządku prawosławnego był uzależniony od warunków miejscowego środowiska. Najbardziej charakterystyczne typy i formy cerkwi wykształciły się na Rusi. W XV wieku głównym ośrodkiem budowy cerkwi stała się Moskwa, gdzie wzniesiono monumentalne sobory na Kremlu:
- Zaśnięcia Matki Bożej (z cs. Uspienski)
- św. Michała Archanioła (Archangielski)
- Zwiastowania (Błagowieszczeński).

Rozwój architektury cerkiewnej charakteryzuje się coraz większym zróżnicowaniem typów budowli i wzrastającą ich dekoracyjnością. Szczególne bogactwo form cechuje cerkwie drewniane na terenie Rosji, Białorusi, Ukrainy, Słowacji oraz wschodniej Polski. Cerkwie budowano z cegły i kamienia, ale nieporównywalnie – w stosunku do innych typów kościołów – duża liczba cerkwi była drewniana.
Jednym z mistrzów malarstwa ściennego był w XIV wieku Teofan Grek przedstawiciel tzw. szkoły nowogrodzkiej. Innymi uznanymi artystami byli Andriej Rublow oraz Dionizy działający w Moskwie.
Kościoły greckie, od okresu wczesnochrześcijańskiego, aż do państwa nowogreckiego, pozostawały wierne stylowi bizantyńskiemu. Ewentualne korekty wiążą się z tradycją frankońską, w niektórych regionach popularną od XI aż po XIX wiek, oraz z tradycją włoską. Po odzyskaniu niepodległości, zaznaczył się wpływ klasycyzmu, następnie także architektury nowoczesnej, wciąż jednak z zachowaniem jej bizantyńskiej stylizacji. Toteż współczesne słowniki grecko-polskie unikają określania greckich świątyń prawosławnych mianem cerkwi, greckie pojęcie „εκκλησία” tłumacząc wyłącznie jako „kościół”. Największy z polskich słowników polsko-greckich słowo „cerkiew” tłumaczy na grecki jako kościół prawosławny lub unicki (krajów słowiańskich). Słowniki języka polskiego definiują termin cerkiew jako oznaczający świątynię prawosławną w ogólności, bez rozróżniania kraju, w którym obiekt się znajduje. Słowa „cerkiew” używa się także w stosunku do Kościołów Greckokatolickich.

## Zewnętrzny wygląd cerkwi

### Plan budynku
Spośród planów, na których buduje się cerkwie najbardziej rozpowszechnione są plany:
- prostokąta (symbol arki oraz życia na łodzi, wyobrażającym cerkiew i wędrówki do celu życia człowieka – Królestwa Bożego)
- krzyża (symbol Krzyża, na którym poniósł śmierć Jezus Chrystus, zbawienia, triumfu nad grzechem i śmiercią). Czasem plan krzyża greckiego (np. cerkiew św. Mikołaja w Hoszowie)
- koła (symbol wiecznego trwania cerkwi, jej nieskończoności w czasie).

### Kopuły
Cechą, która odróżnia cerkiew od innych budynków jest jej pokrycie kopułami. Kopuła jest symbolem nieba, Boga, świętych i świata anielskiego. Liczba kopuł nie jest dowolna i ma znaczenie symboliczne:
- 1 kopuła symbolizuje jedynego Boga
- 2 kopuły symbolizują 2 natury Jezusa Chrystusa
- 3 kopuły symbolizują Trójcę Świętą
- 5 kopuł symbolizuje Jezusa Chrystusa i 4 ewangelistów
- 7 kopuł symbolizuje 7 sakramentów
- 9 kopuł symbolizuje 9 stopni anielskich
- 13 kopuł symbolizuje Jezusa Chrystusa i 12 apostołów
- 33 kopuły symbolizują 33 lata życia Jezusa Chrystusa na ziemi

Na każdej kopule umieszczony jest krzyż, co oznacza, że cerkiew oddaje chwałę Jezusowi Chrystusowi.
Kształt kopuł, będących charakterystycznym elementem architektury cerkiewnej, przybierał różne formy w zależności od regionu. W architekturze sakralnej:
- bałkańskiej (bizantyjskiej, serbskiej i bułgarskiej) – półokrągły
- rumuńskiej – stożkowaty, ostrosłupowy lub dzwonowy
- ruskiej – początkowo hełmu szyszaka (architektura nowogrodzka) stopniowo ewoluując w powszechnie znany kształt „cebulasty”, mający znaczenie zarówno symboliczne (płomienie świec lub gorejący płomień wiary), jak i praktyczne (powoduje zsuwanie śniegu, zmniejszając obciążenie pokrycia dachowego).

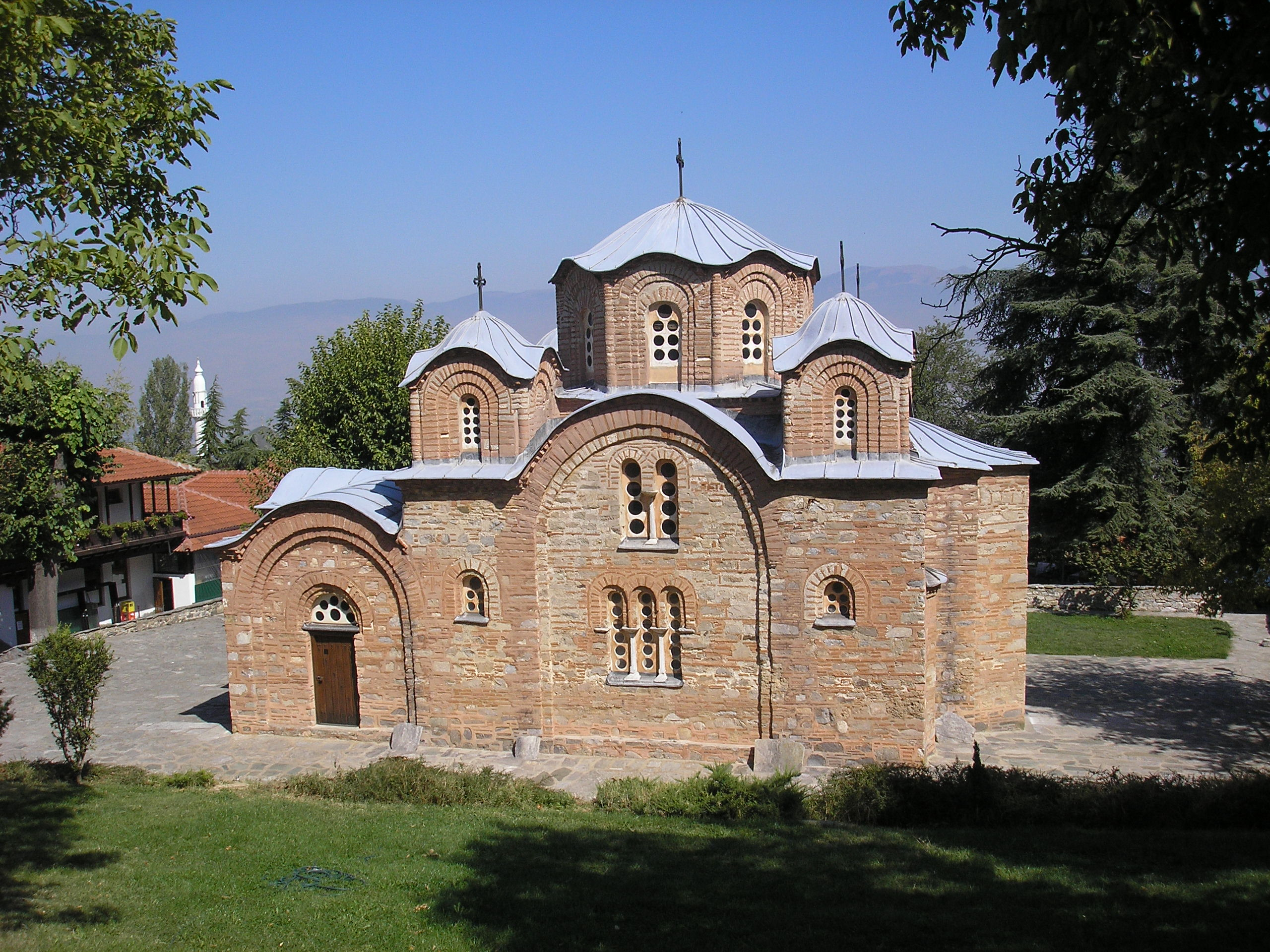
Cerkiew św. Pantalejmona w Skopje

## Wnętrze cerkwi
Wnętrze cerkwi dzieli się na:
- Przedsionek (pritwor) – część zachodnia świątyni; w starożytności przeznaczona dla katechumenów lub innych ludzi pozostających poza wspólnotą wiernych.
- Nawa – część środkowa świątyni; miejsce święte przeznaczone dla wiernych mieszczące:
  - anałojczyk – stolik, na którym znajduje się ikona

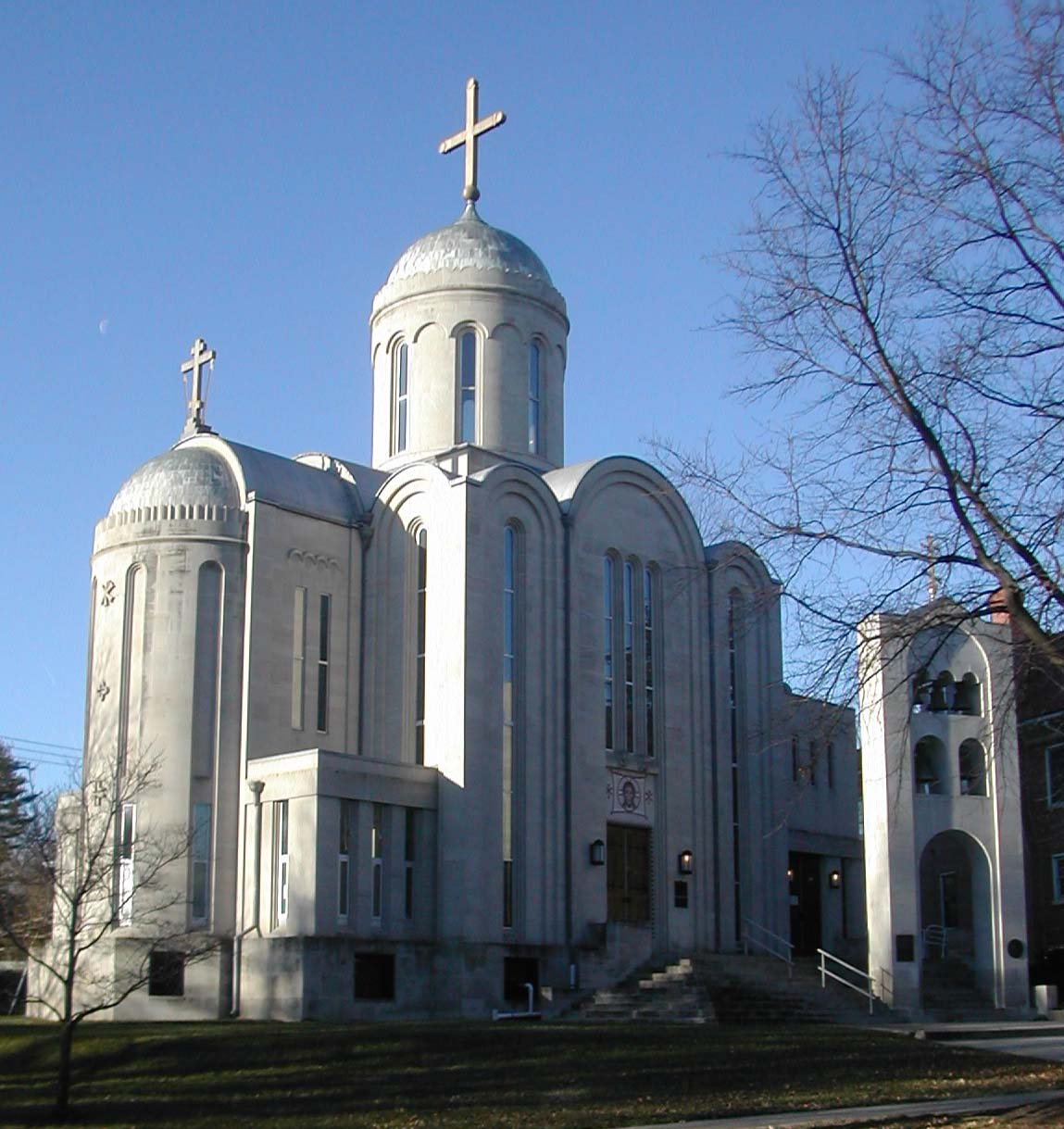
Sobór św. Mikołaja w Waszyngtonie

Cerkwie prawosławne zwykle nie mają ławek z wyjątkiem tych pod ścianami, co daje większą swobodę poruszania się wiernych niż w świątyniach katolickich i protestanckich. Ławki bywają w cerkwiach prawosławnych na południu Polski, co wiąże się z wpływami tradycji greckiej.
Ściany części środkowej pokryte są ikonami zawieszonymi lub umieszczonymi na półeczkach.
- Ołtarz – prezbiterium (ałtar) – część wschodnia świątyni; miejsce najświętsze. Od części środkowej oddzielony jest ikonostasem. W cerkwiach ołtarz (prezbiterium) zawsze skierowany jest na wschód na pamiątkę znajdującego się tam kiedyś rajskiego ogrodu oraz miejsca narodzin Jezusa Chrystusa (ze względu na położenie ołtarza, mówi się, że cerkwie są „orientowane” – kierunek wschodni wskazuje w tradycji judeochrześcijańskiej położenie Edenu-raju. Praktyka orientowania kościołów istniała również w chrześcijaństwie zachodnim, co przestało być obowiązującą zasadą począwszy od końca średniowiecza). Do części ołtarzowej wchodzić mogą tylko mężczyźni. Znajduje się tam:
  - prestoł (tron) – najważniejsze miejsce w ołtarzu, okryty specjalną szatą stół w kształcie sześcianu, sporządzony z drewna lub marmuru. Do jego wyposażenia należą takie utensylia liturgiczne:
    - antymins (jedwabna chusta z obrazem składanego do grobu Chrystusa, w którą wszyte są święte relikwie)
    - Ikonostas soboru Świętej Trójcy w Gorlicachewangelia

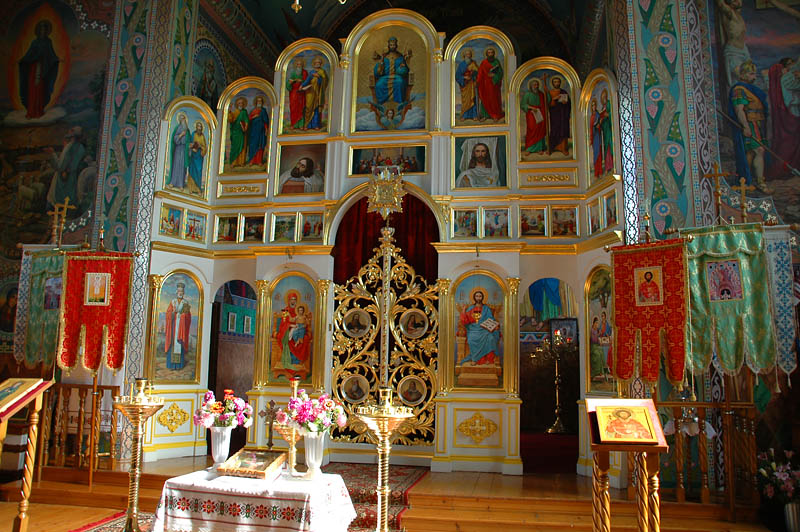
Ikonostas soboru Świętej Trójcy w Gorlicach

    - darochranitielnica (naczynie, w którym przechowywana jest święta Eucharystia, w Kościele katolickim zwane cyborium)
    - daronosica (szkatułka służąca do przynoszenia św. Komunii chorym)
    - święty krzyż (naprestolnyj kriest)
    - siedmioramienny świecznik (siemiswiecznik)

  - stół ofiarny (żertwiennik) – umiejscowiony jest po lewej (północnej) stronie ołtarza, do jego wyposażenia należą:
    - kielich (potir)
    - diskos (okrągły metalowy talerzyk, na którym umieszcza się chleb eucharystyczny)
    - zwiezdica
    - kopije = włócznia (trójkątny nóż, który służy do krojenia prosfor)
    - łżyca (złota lub srebrna, zakończona krzyżem łyżeczka, przeznaczona do udzielania wiernym Świętej Komunii)
    - pokrowcy – osłony nakładane na kielich i zwiezdicę
    - wozduch (narzuta na czaszę i diskos)

  - górne miejsce (hornieje miesto) – umieszczony za priestołem, jest to podwyższenie, na którym znajduje się tron dla biskupa